# Apocheiridium mormon
Apocheiridium mormon är en spindeldjursart som beskrevs av Chamberlin 1924. Apocheiridium mormon ingår i släktet Apocheiridium och familjen dvärgklokrypare. Inga underarter finns listade i Catalogue of Life.